# Прва међународна изложба модерне декоративне уметности у Торину 1902
Прва међународна изложба модерне декоративне уметности (итал. Prima Esposizione Internazionale d’Arte Decorativa Moderna), одржана у Торину, у Италији од 10. маја до 10. новембра 1902. године, представљала је један од најзначајнијих уметничких догађаја почетка 20. века. Била је то светска изложба примењене уметности, у потпуности модерно усмерена, и имала је пресудан утицај на афирмацију Стиле флореале (итал. Stile Floreale), у Италији односно на ширење међународног Арт нуво (фр. Art Nouveau) покрета. Учествовале су водеће европске земље: Италија, Немачка, Аустроугарска, Швајцарска, Енглеска, Белгија и Холандија, као и Сједињене Америчке Државе и Јапан, што је дало космополитски карактер целој манифестацији.

## Концепција и историјски контекст
За разлику од Париске светске изложбе 1900. године (фр. Exposition universelle de 1900), која је комбиновала традицију и модерност, торинска је имала програм заснован на експлицитном модернизму. Како наводи Ричард Етлин (енгл. Richard A. Etlin): „Само оригинални производи који показују јасну тежњу ка естетској обнови форме биће прихваћени. Ни пуке имитације прошлости, ни индустријски производи лишени уметничког духа неће бити примљени.“